# Liselund, Slagelse kommun
Liselund är en gård och kristlig folkhögskola i Slagelse kommun på Själland.
Skolan grundades 1909 av frimenighetsprästen Niels Dael, som också var dess första föreståndare. Årliga större såväl danska som skandinaviska konferenser har anordnats vid Liselund.